# Seiza
 (avril 2010).
Si vous disposez d'ouvrages ou d'articles de référence ou si vous connaissez des sites web de qualité traitant du thème abordé ici, merci de compléter l'article en donnant les références utiles à sa vérifiabilité et en les liant à la section « Notes et références ».

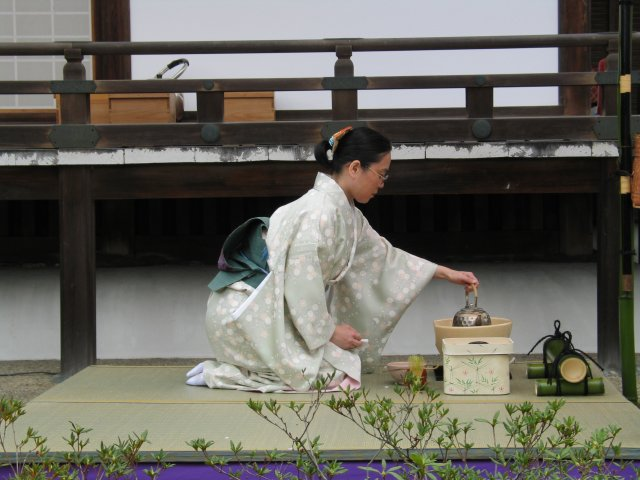
Une femme en seiza, sur des tatamis, s'appliquant à une cérémonie du thé.

Le seiza (正座, « assise correcte »), est le terme japonais pour la façon traditionnelle de s’asseoir au Japon.

## Forme
Pour s’asseoir en style seiza, la personne doit premièrement s’agenouiller sur le sol en pliant ses jambes en dessous de ses cuisses, tout en reposant les fesses sur les talons. Les chevilles sont tournées vers l’extérieur du corps au fur et à mesure que le dessus des pieds descend afin que, dans une forme légèrement en « V », le dessus des pieds soit à plat sur le sol et que les gros orteils se chevauchent, puis que les fesses soient finalement descendues jusqu’en bas. Selon les circonstances, les mains sont pliées modestement sur les genoux, placées sur le haut des cuisses avec les paumes vers le bas et les doigts fermés ensemble ou encore posées sur le sol à côté des hanches avec les poings fermés et les jointures touchant au plancher. Le dos est gardé droit, mais détendu de façon naturelle. Traditionnellement, les femmes s’asseyaient avec les genoux collés alors que les hommes les gardaient légèrement séparés. Certains arts martiaux, notamment le kendo et l’iaidō, peuvent prescrire jusqu’à deux largeurs de poings de distance entre les genoux. Cette largeur de 2 poings correspond à l'écartement qui contraint le moins les ligaments des genoux.
Entrer et sortir du seiza est exécuté avec concentration. Il y a des méthodes traditionnelles codifiées d’entrée et de sortie de la position assise, selon l’occasion et le type de vêtement portés.

## Histoire
À travers l’histoire du Japon, des façons variées de s’asseoir ont été jugées appropriées, comme s’asseoir les jambes croisées, avec un genou élevé ou s’asseoir sur le côté. Le statut social, le type de vêtements et l’endroit où les gens étaient assis changeaient évidemment la manière dont ils s’asseyaient. Le développement, durant l'époque Muromachi, de l’architecture japonaise dans laquelle les planchers étaient complètement recouverts de tatamis, combiné avec les strictes formalités de la classe guerrière dirigeante pour laquelle ce type d’architecture avait été principalement conçu, annonçait l’adoption de la position assise connue aujourd’hui sous le nom de seiza comme la façon respectueuse de s’asseoir.
Cependant, ce n’est probablement pas avant les années entourant le début du XVIIIe siècle (l'ère Genroku à l'ère Kyōhō dans la chronologie japonaise) que les Japonais ont généralement adopté cette manière de s’asseoir dans leur vie de tous les jours. Le shogunat Tokugawa a alors fait du seiza la façon correcte de s’asseoir.
Dans le Japon actuel, les pièces dont le plancher sont recouvert de tatamis et où les gens doivent s’asseoir « correctement » de cette manière sont devenues rares et, par conséquent, de nombreuses personnes au Japon ne sont pas habituées à prendre cette position.

## Plancher
Le seiza demande de s’asseoir sur le plancher sans chaise de quelque genre que ce soit. Dans l’architecture japonaise traditionnelle, les planchers des différentes pièces conçues pour le confort possèdent des planchers recouverts de tatamis. Le seiza est donc étroitement lié à ce type de planchers. Il y a des circonstances, pourtant, qui demandent que les gens s’assoient en seiza sur la moquette ou sur le bois dur. Par exemple, dans plusieurs arts martiaux, la position assise est généralement faite sur un plancher de bois dur. En fonction des convenances de l’occasion, le cadre et le statut relatif de la personne, il est parfois acceptable de s’asseoir sur un coussin spécial appelé zabuton.

## Difficultés
Il arrive parfois que des tabourets soient fournis à des personnes âgées ou à des personnes blessées même lorsque l’on attend des autres de s’asseoir en seiza. Il est particulièrement recommandé, dans des occasions solennelles, d’au moins essayer le seiza. Les non-Japonais qui n'ont pas grandi en s’asseyant de cette manière peuvent cependant avoir de la difficulté simplement à prendre cette position.
Ceux qui ne sont pas familiers trouveront probablement que maintenir le seiza plus d’une minute ou deux provoque une perte de circulation accompagnée de l’impression de « fourmis dans les jambes » suivie de sensations de brûlures douloureuses et éventuellement d’un engourdissement complet des jambes. Cependant, ce malaise diminue avec l’expérience alors que la circulation sanguine s’améliore. Les pratiquants expérimentés du seiza peuvent maintenir cette position quarante minutes ou plus avec un inconfort minimal. Certaines douleurs, dues à des problèmes de genoux, sont grandement exacerbées lorsque cette position est assumée, en particulier pour ceux qui sont atteints de la maladie d'Osgood-Schlatter.
Des tabourets spéciaux que l’on place entre les pieds et sur lesquels les fesses peuvent reposer en seiza sont disponibles au Japon. Ils sont repliables et assez petits pour pouvoir être transportés dans un sac à main. Ils permettent de donner l’apparence de s’asseoir en seiza, tout en enlevant discrètement la pression des talons et des pieds.

## Utilisation dans les arts traditionnels

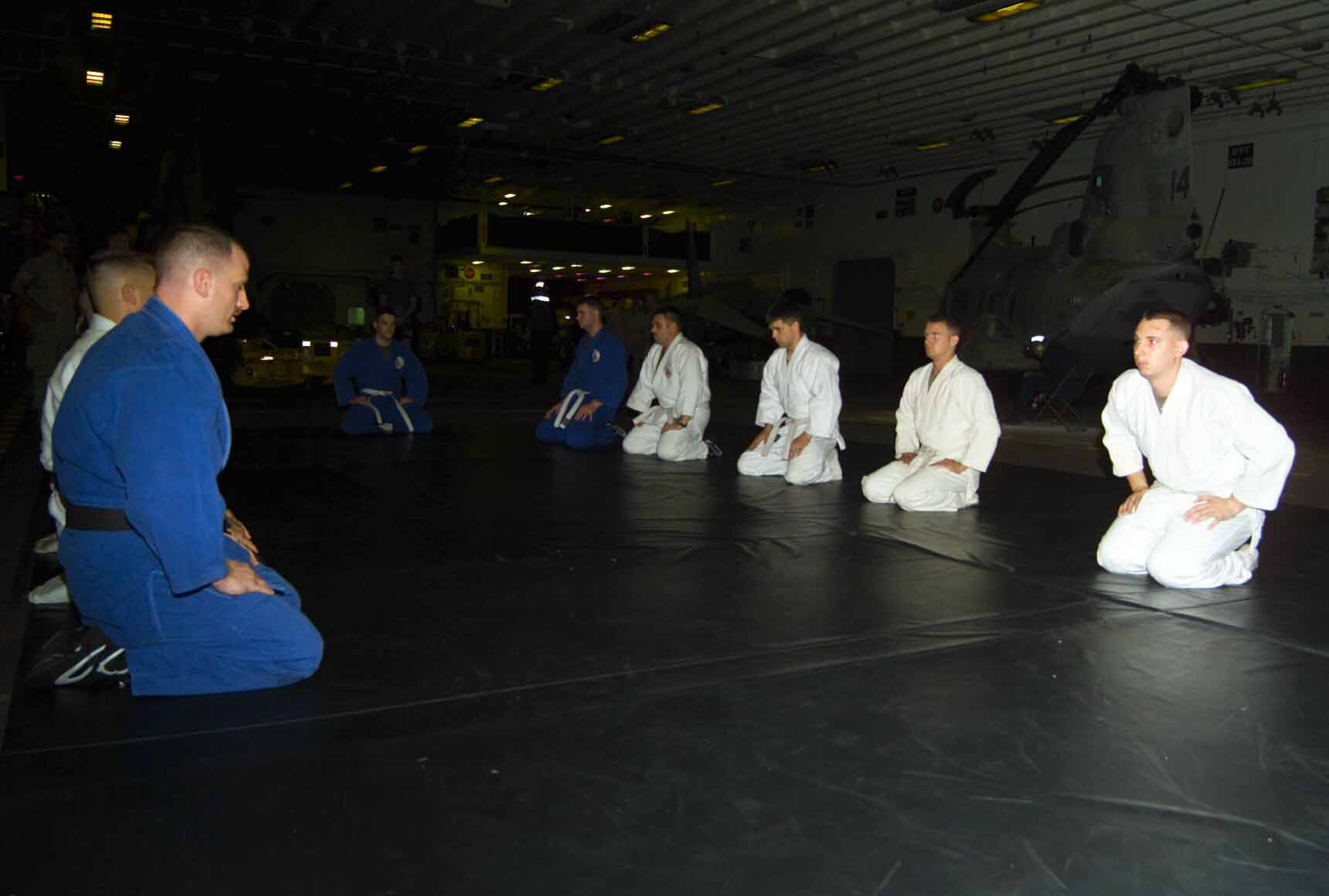
Des judokas (à droite) saluent en position seiza.

S’asseoir en seiza est une partie intégrante et essentielle de plusieurs arts traditionnels japonais, comme les arts martiaux et la cérémonie du thé, même si une version sur table de la cérémonie du thé, appelée ryūrei (立礼), fut inventée au XIXe siècle. Le seiza est aussi la façon traditionnelle de s’asseoir pour pratiquer d’autres arts comme le shodo (la calligraphie) et l'ikebana (l'arrangement floral), bien que l’usage croissant d’ameublement de style occidental fait en sorte que cela n’est plus toujours nécessaire de nos jours. Plusieurs théâtres, où sont données des performances d’arts traditionnels tel que le kabuki, ont toujours des sections où les spectateurs peuvent s’asseoir en seiza.

### Shikkō
Marcher sur les pieds et les genoux en seiza est considéré comme plus poli que de se relever et de le faire de manière normale. Pour effectuer cette marche à genoux correctement, les talons doivent être gardés l’un près de l’autre et le corps doit bouger en un tout : les mouvements en shikkō (膝行) obligent la personne à utiliser ses hanches, ce qui est considéré comme un bon entrainement en aïkido.

## Positions assises alternatives

### Agura
S’asseoir les jambes croisées, appelé agura (胡座), est considéré informel et est inapproprié dans certaines situations, mais est permis dans certaines occasions spécialement pour ceux pour qui le seiza est difficile. Cependant, s’asseoir les jambes croisées est généralement jugé grossier pour les femmes.

### Kiza

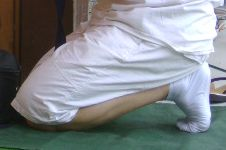
Kiza.

S’asseoir dans la position à genoux est appelé kiza (跪座) en japonais. La personne est assise sur ses talons, les orteils sont repliés sous les fesses. Cela peut être décrit comme s’asseoir à moitié sur les talons. S’asseoir en seiza demande de prendre la position agenouillée brièvement. Les genoux pliés sont sur le sol et les fesses reposent sur les talons qui sont toujours soutenus. Si la personne abaisse le dessus de ses pieds sur le sol, elle sera en seiza.